# Hans Sevignani
Hans Sevignani (* 30. Juni 1948 in Kufstein; † 9. Juli 2015) war ein österreichischer Lehrer und Politiker (FPÖ). Sevignani war zwischen 1999 und 2002 Abgeordneter zum Nationalrat.

## Ausbildung und Beruf
Sevignani besuchte zwischen 1954 und 1962 die Volksschule in Going am Wilden Kaiser und erlernte danach den Beruf des Koches, wobei er von 1962 bis 1965 die Berufsschule in Solbad Hall absolvierte. Zwischen 1967 und 1968 leistete er den Präsenzdienst ab. Er besuchte von 1984 bis 1986 die Berufspädagogische Akademie in Innsbruck und legte 1986 die Lehramtsprüfung für den Gewerblichen Fachunterricht ab. 
Sevignani war von 1965 bis 1981 als Koch tätig und zwischen 1981 und 1982 als Vertragslehrer in St. Johann in Tirol. Er arbeitete zwischen 1989 und 1989 als Vertragslehrer am Kolleg für Tourismus und Freizeitwirtschaft und zwischen 1989 und 1998 als Fachoberlehrer am Kolleg für Tourismus und Freizeitwirtschaft. 1998 wechselte er an die Höhere Bundeslehranstalt für Tourismus in St. Johann in Tirol. 

## Politik
Sevignani war zwischen 1992 und 1998 Mitglied des Gemeinderates von Kirchdorf in Tirol und ab 1998 Mitglied des Gemeindevorstandes. Ab 2000 war er zudem Stellvertretender Landesparteiobmann der FPÖ Tirol. Er wurde zuletzt im Juni 2007 in seinem Amt bestätigt, erklärte jedoch im August 2007 seinen Rückzug aus der FPÖ, da Teile der Partei, insbesondere die Freiheitliche Jugend in eine Richtung drängen würden, die Sevignani missfiel.
Sevignani vertrat die FPÖ zwischen dem 26. April 1999 und dem 19. Dezember 2002 im Nationalrat.